# Flotta del Nord
La Flotta del Nord (in russo Северный флот?, Severnyj flot), spesso tradotta erroneamente come Flotta Settentrionale, è la componente della Marina Militare Russa che si occupa della difesa delle acque del nord ovest della Federazione, specificatamente della zona intorno alla Penisola di Kola. Costituita nel 1933 come Flotta Militare del Nord, assunse l'attuale denominazione nel 1937. Si tratta della più giovane tra le flotte russe.
La Flotta del Nord è una delle principali flotte russe (le altre sono la Flotta del Pacifico, la Flotta del Baltico e la Flotta del Mar Nero), ed è composta da circa 240 navi, comprese quelle da appoggio ed ausiliarie.
Il quartier generale è a Severomorsk, e la maggior parte delle sue basi è sita nella Penisola di Kola.

## Origini
La creazione di un cantiere navale di stato ad Arcangelo, in grado di costruire navi da guerra, venne ordinata nel 1693 da Pietro I. Il cantiere prese il nome di Solombal'skaja. Tale decisione venne presa perché all'epoca questa città  costituiva praticamente l'unico porto della Russia Settentrionale. Lo sviluppo fu piuttosto rapido. Infatti, già il 14 agosto 1694, le navi Svjatoe Proročestvo (Santa Profezia), Apostol Pavel (Apostolo Paolo) e lo yacht Svjatoj Pëtr (San Pietro) accompagnarono un convoglio di otto navi mercantili inglesi. La fregata da 24 cannoni Apolstol Pavel era la prima nave da guerra russa costruita nel cantiere.
Tuttavia, Pietro comprese che Arcangelo era piuttosto limitato come porto: infatti, i ghiacci lo bloccavano cinque mesi l'anno. Per cui, dopo la campagna militare contro l'esercito svedese nell'area del Baltico fondò San Pietroburgo nel 1703. Le navi vennero quindi trasferite nel Mar Baltico ed il cantiere navale perse la sua importanza.
Il primo squadrone di navi da guerra russe di una certa importanza giunse nella zona solo nel 1740, proveniente dal Mar di Norvegia. Si trattava di poche navi che avevano il compito di impedire agli svedesi la possibilità di utilizzare gli approdi nella costa di Murman.

### La Flottiglia del Mar Glaciale Artico
La necessità di avere una forza navale di una certa importanza nella zona del Mare di Barents divenne chiara durante la prima guerra mondiale. Infatti, l'Impero russo, a causa del blocco del Mar Baltico operato dalla Marina tedesca e del fatto che l'Impero ottomano impediva il passaggio delle navi della Triplice intesa nei Dardanelli, si era ritrovato completamente tagliato fuori dalla possibilità di ricevere rifornimenti dagli alleati. Per cercare di aggirare il blocco tedesco, nel 1915, venne fondata la città di Murmansk. Poco dopo, nel settembre del 1916, venne costituita la Flottiglia del Mar Glaciale Artico (in russo: Флотилия Северного Ледовитого океана), in modo da assicurare una certa protezione ai convogli in arrivo.
Le basi operative furono stabilite a Murmansk e Iokanga. Le navi provenivano dal Mar Baltico e dall'Oceano Pacifico, ed inizialmente era formata da una nave da battaglia, due incrociatori, sei cacciatorpediniere, due sottomarini e diverse altre unità minori.

## Il periodo sovietico
Quando la Russia si arrese, la Flottiglia contava complessivamente 90 unità, incluse quelle di supporto. Tale flottiglia uscì in condizioni disastrose dalla guerra civile che seguì, poiché praticamente tutte le unità maggiori furono catturate dalle Armate Bianche, e le altre vennero distrutte o poste in disarmo.
Dopo la rivoluzione, i sovietici tentarono di ricostruire un'unità militare navale organica nei mari artici. I loro tentativi in questo senso si concretizzarono nel 1920 con la costituzione ad Arcangelo della Flottiglia del Mar Bianco (Беломорская флотилия in russo). In seguito, questa flottiglia prese il nome di Forza navale del Mare del Nord, che venne sciolta nel 1923.

### Gli anni trenta: la Flotta militare del Nord
Nei primi anni trenta, i vertici dell'esercito sovietico (allora chiamato Armata Rossa degli Operai e dei Contadini dell'Unione Sovietica) decise di ricostruire una forza navale di una certa importanza nei mari artici, in modo da difendere le coste sovietiche settentrionali. Per questo motivo, il 1º giugno 1933 venne ufficialmente costituita la Flotta Militare del Nord (russo: Северный военный флот). Le prime navi per equipaggiare la neonata flotta vennero trasferite dal Mar Baltico: due cacciatorpediniere, due sottomarini e due pattugliatori salparono da Kronstadt il 18 maggio 1933, diretti a Murmansk.
I marinai addetti alla nuova unità militare lavorarono duramente, ed in poco tempo riuscirono ad approntare le strutture necessarie al mantenimento delle navi, le difese costiere e gli aeroporti per l'aviazione navale. La base principale era Poljarnyj.
Gli invii di navi dalle altre flotte continuarono praticamente per tutti gli anni trenta e la prima divisione subacquea organica venne trasferita in Novaja Zemlja nel 1935.
L'11 maggio 1937 la Flotta Militare del Nord assunse l'attuale denominazione di Flotta del Nord.
Verso la fine degli anni trenta, quando ormai i componenti di questa flotta iniziarono a maturare una certa esperienza nelle operazioni in clima artico, si verificarono una serie di fatti di rilievo.
- Nel 1936 due cacciatorpediniere riuscirono a raggiungere l'Oceano Pacifico passando per i mari del nord.
- Nel 1938 un sottomarino della serie D rimase 120 giorni in mare, percorrendo 11.000 miglia.
- Nel 1938 il sottomarino D-3 navigò per la prima volta sotto i ghiacci, restandovi ben 30 minuti.
- Nel 1940 il primo sottomarino raggiunse Vladivostok passando dai mari del nord.

La Flotta del Nord ebbe il suo battesimo del fuoco durante la Guerra Russo-Finnica del 1939-1940, quando fornì appoggio navale alle operazioni di terra della 14ª Armata.

### La Grande Guerra Patriottica
Nella seconda guerra mondiale, la flotta era composta da 15 sottomarini, altrettanti cacciatorpediniere e molte altre unità minori. Tuttavia, a causa dell'andamento della guerra sul fronte occidentale, molte altre unità vennero trasferite dalla Flotta del Baltico (che aveva perso quasi tutte le basi ed aveva enormi problemi ad operare). Il suo compito principale fu sempre la protezione dei convogli artici che gli alleati mandavano presso i porti di Murmansk e Arcangelo. Tuttavia, svolse anche missioni di appoggio alle operazioni di terra della 14ª Armata.
Circa 10.000 tra marinai e truppe di terra della Flotta del Nord (chiamati severomorcev) presero parte a combattimenti terrestri e vennero utilizzati su tutti i fronti, fino al Caucaso. Molti uomini furono anche decorati e, in riconoscimento al contributo fornito per la guerra, a 200 di questi fu concesso di partecipare alla parata della vittoria sulla Piazza Rossa il 24 giugno 1945.

### La guerra fredda
Dopo la seconda guerra mondiale, il comando venne trasferito a Severomorsk. L'importanza della Flotta del Nord aumentò enormemente, soprattutto grazie ai sottomarini nucleari (ed alla relativa componente strategica imbarcata). Dopo la costruzione delle prime strutture per il mantenimento di navi con propulsori nucleari, iniziarono ad entrare in servizio i primi sottomarini atomici. Il primo in assoluto fu il K-3 Leninskij Komsomol, poi seguito da molti altri in gran parte costruiti presso il cantiere navale di Severodvinsk (il più importante cantiere sovietico per la costruzione di sottomarini nucleari).
Nel 1963, per la prima volta nella storia, sottomarini sovietici completarono il passaggio sotto i ghiacci dell'artico dal nord fino all'Oceano Pacifico.
Nel 1992, la Flotta del Nord era una potente flotta d'alto mare in grado di compiere operazioni a vasto raggio. Poteva contare sui due terzi degli oltre 200 sottomarini nucleari in servizio in Unione Sovietica, che compivano numerosissime crociere nell'Oceano Atlantico ed avevano, grazie ai missili balistici imbarcati, un potere di deterrenza enorme.

## Il crollo dell'URSS e la Russia oggi
La marina risentì moltissimo del crollo dell'URSS, e la Flotta del Nord non fece eccezione. Infatti, il numero di navi e di sommergibili operativi calò drasticamente, e questo non a causa di problemi di spartizione con altri Paesi (come nei casi della Flotta del Mar Nero e della Flottiglia del Caspio), ma per la drammatica situazione economica che rese impossibile il mantenimento degli stessi livelli qualitativi e quantitativi delle dotazioni.
Molte grandi unità vennero radiate o poste in riserva, altre rimasero ferme per anni a causa di interminabili lavori di riparazione. Le stesse unità formalmente in servizio avevano un livello di operatività piuttosto basso. La presenza russa in Atlantico si è ridotta parecchio, anche se i sottomarini nucleari non hanno mai cessato di svolgere le loro crociere vicino alle coste dell'America Settentrionale.

### Le condizioni operative
La riduzione dell'operatività della Flotta del Nord è stata molto forte, anche per il fatto che opera in un ambiente con un clima molto difficile. Infatti, a causa delle basse temperature, le operazioni di revisione devono essere fatte con maggiore frequenza, ed i costi sono ovviamente più alti. Lo stesso discorso vale anche per le strutture, visto che le basi sono sopra il circolo polare artico. Durante l'inverno, inoltre, è fondamentale il ricorso alle navi con scafo rompighiaccio (di cui le navi militari sono sprovviste): queste condizioni rendono praticamente impossibili tutta una serie di operazioni come, ad esempio, il rifornimento in mare. Questi problemi erano presenti già in epoca sovietica, ma sono stati amplificati dalla carenza di fondi del post-1992.

### I problemi ambientali e di sicurezza

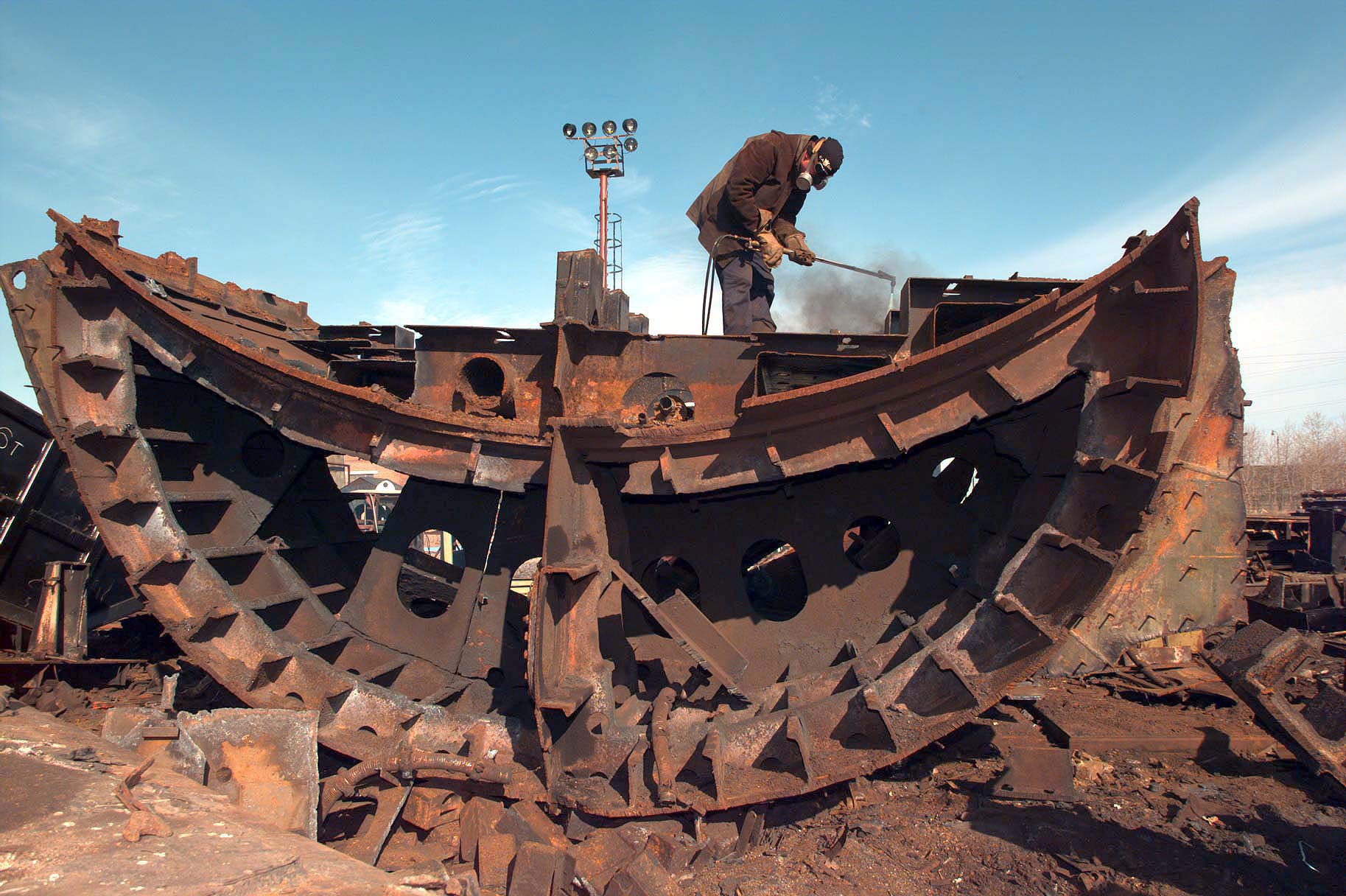
Un SSGN della classe Oscar in fase di smantellamento a Severodvinsk.

La Flotta del Nord era equipaggiata con circa 140 sottomarini nucleari. La necessità di doverne radiare una gran parte per motivi economici ha portato a problemi ambientali enormi, soprattutto legati al problema dello smaltimento delle scorie radioattive, solide e liquide.
L'URSS non ha mai avuto strutture adeguate per il trattamento delle scorie prodotte dai suoi molteplici reattori nucleari navali, e la crisi economica non ha migliorato la situazione. Oggi le scorie sono sistemate in centri di stoccaggio che spesso non sono a norma. La situazione comunque è strettamente monitorata dalla fondazione norvegese Bellona.
Un altro grosso problema ha riguardato i furti di materiale radioattivo, facilitati dal fatto che, nello sfacelo generale delle forze armate, la sorveglianza dei depositi era molto scarsa.

### La situazione attuale
Oggi, la situazione della Marina Russa, e quindi della Flotta del Nord, è in miglioramento, soprattutto grazie all'aumento degli stanziamenti. Molte navi in revisione da anni rientrano in servizio, ed in generale l'operatività dei mezzi è tornata piuttosto elevata. In particolare, vengono nuovamente effettuati dei dispiegamenti fuori area di grandi dimensioni (nel 2008, le forze aeronavali russe hanno svolto una grossa esercitazione nell'Atlantico Settentrionale. A questa esercitazione hanno preso parte anche unità della Flotta del Nord).
La Flotta del Nord sta quindi riacquistando una certa efficienza, tornando ad essere una potente unità della Marina Russa, in grado di svolgere con successo la missione di difesa dei confini settentrionali della Federazione Russa.

## Unità navali
Complessivamente, la Flotta del Nord ha a carico circa 240 navi, compresi i sottomarini e le navi da appoggio. Le unità di superficie sono inquadrate principalmente nel 7º Squadrone Operativo Atlantico, che comprende le principali navi da guerra, e nella Kol'skaya Flotilla, comprendente principalmente navi da appoggio, da sbarco ed unità militari leggere (corvette), oltre ai sommergibili convenzionali. I sottomarini nucleari sono invece inquadrati in due squadroni.

### Navi di superficie

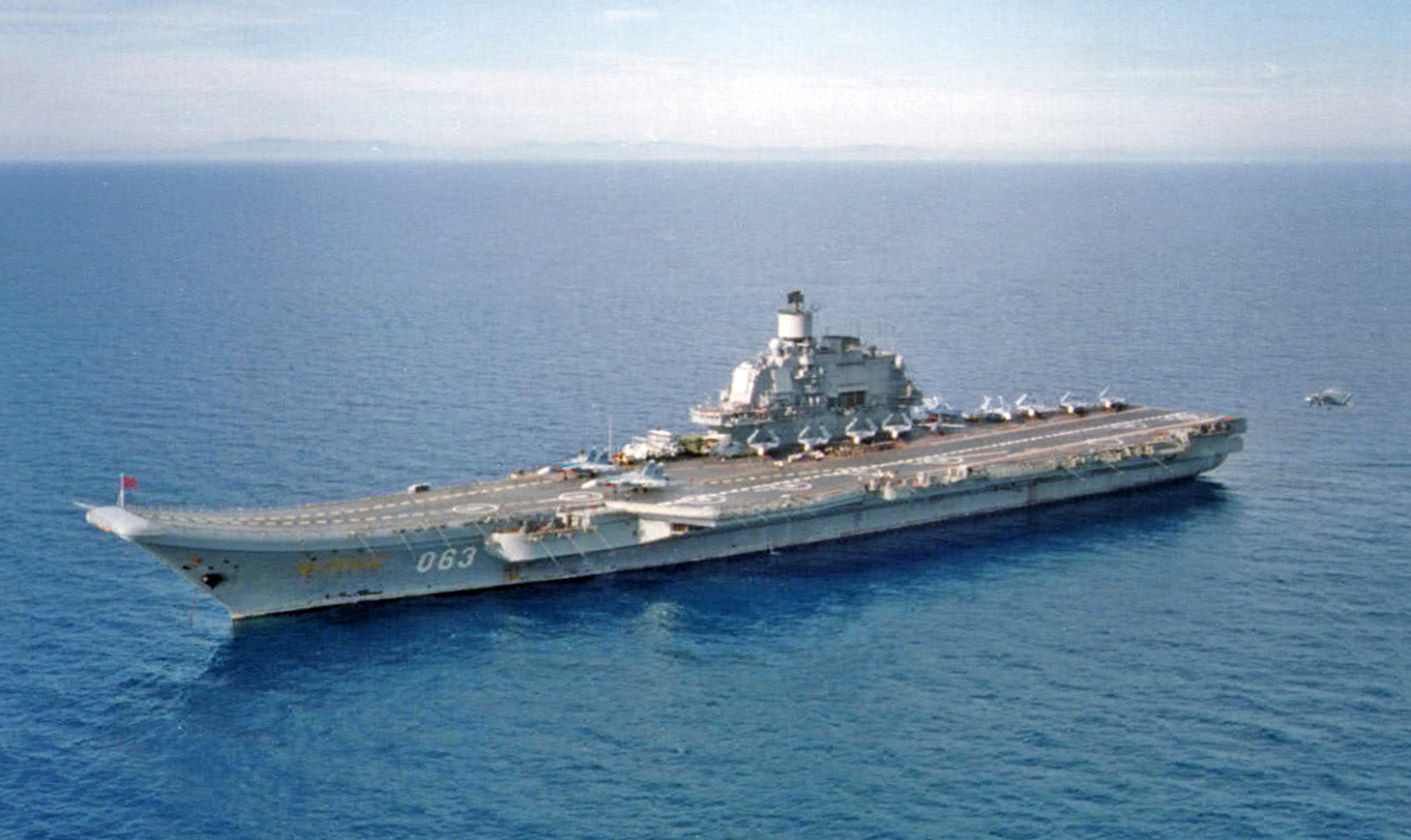
L'Admiral Kuznecov è l'unica portaerei russa operativa.

Le navi di superficie della Flotta del Nord sono inquadrate in uno squadrone, una flottiglia e diverse brigate navali. Nella flottiglia, sono in servizio anche i sottomarini convenzionali.
- 7º Squadrone Operativo Atlantico, con comando a Severomorsk. Composto da due divisioni, è probabilmente la più potente unità di superficie di tutta la marina russa. Il comando delle due divisioni è a Severomorsk.
  - 46ª Divisione Navi Lanciamissili: comprende l'unica portaerei russa operativa, l'Admiral Kuznecov, l'incrociatore lanciamissili atomico classe Kirov Pyotr Velikiy, l'incrociatore convenzionale Maršal Ustinov, oltre ai cacciatorpediniere della classe Sovremennyj.
  - 2ª Divisione Navi Antisommergibile: comprende tutti i cacciatorpediniere missilistici della classe Udaloj.
- Kol'skaya Flotilla, con comando a Poljarnyj. Comprende numerose brigate navali, in cui sono inquadrate navi da appoggio, da sbarco, sottomarini convenzionali e navi da guerra leggere (corvette). Il comando di queste brigate è a Poljarnyj.
  - 121ª Brigata LST, con navi da assalto anfibio delle classi Ropucha e Ivan Rogov.
  - 161ª Brigata Subacquea, un tempo chiamata 40ª Divisione, con i sottomarini convenzionali classe Kilo.
  - 55ª Brigata Navi Lanciamissili, con corvette classe Nanuchka.
  - 15ª Brigata della Guardia Costiera, con corvette classe Grisha.

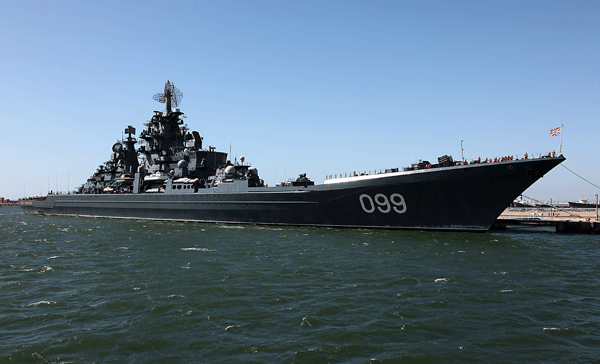
L'incrociatore atomico Pyotr Velikiy.

- - 159ª Brigata Navale ELINT, con navi delle classi classe Vishnaya e Lira.
  - 16ª Brigata da Supporto Navale, con petroliere delle classi Boris Chilikin e Uda, la nave da supporto logistico polare Amguema e navi ospedale classe Ob'.
  - 88ª Brigata da Salvataggio, con navi salvataggio della classe Pionier Moskvyy e rimorchiatori delle classi Katun e Sliva.
  - 5ª Divisione Navale Dragamine
  - 83ª Divisione Navale Dragamine
- ? Brigata Idrografica Navale, con comando a Poljarnyj, in cui sono inquadrate navi da sorveglianza marittima delle classi Nikolaj Zubov, Moma, Yug, Kamenka e Sibirykov.
- 16ª Brigata da Riparazione Navale: con comando a Severodvinsk, si occupa di navi di superficie.
- 339ª Brigata da Riparazione Navale: con comando a Severodvinsk, si occupa di sottomarini.
- 43ª Brigata della Guardia Costiera: con comando a Severodvinsk, è equipaggiata con corvette classe Grisha.
- ? Divisione da Supporto Navale: comando a Severodvinsk.

### Sottomarini nucleari

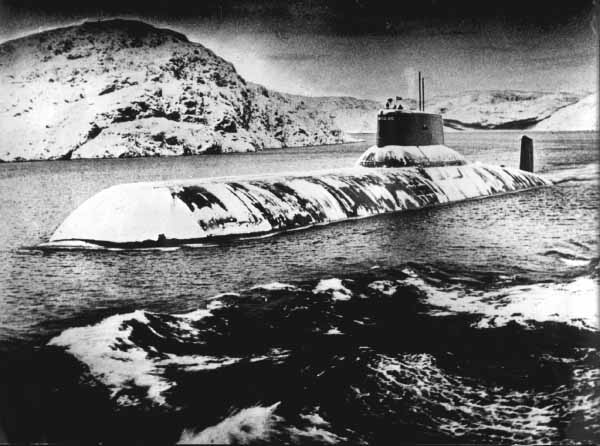
Un Typhoon in navigazione.

I sottomarini nucleari della Flotta del Nord sono inquadrati in due squadroni subacquei. Ogni squadrone comprende anche una divisione navale da supporto. Occorre precisare che questi squadroni, tra unità in riserva o in riparazione, spesso non sono a ranghi completi.
- 11º Squadrone Subacqueo, con base a Zaozërsk. È composto da tre divisioni.
  - 18ª Divisione Subacquea, con comando a Nerpič'ja (Zapadnaja Litsa). Vi sono inquadrati i tre classe Typhoon superstiti.
  - 11ª Divisione Subacquea, con comando a B. Lopatka (Zapadnaja Litsa). In questa unità sono inquadrati sottomarini delle classi Oscar II e Victor III. Inoltre, risulta a carico di tale divisione anche l'ultimo esemplare superstite della classe Alfa, il K 373, utilizzato come nave test.
  - 7ª Divisione Subacquea, con comando a Vidjaevo. Comprende i sottomarini classe Sierra I e II, e ulteriori classe Victor III.
- 12º Squadrone Subacqueo, con base a Gadžievo. Un tempo chiamato 3ª Flottiglia Subacquea, è composto da tre divisioni.
  - 31ª Divisione Subacquea, con comando a Sajda-guba (Gadžievo). Comprende i sottomarini lanciamissili balistici delle classi Delta III e IV.
  - 24ª Divisione Subacquea, con comando a Sajda-guba (Gadžievo). Questa divisione ha a carico i sottomarini atomici da attacco classe Akula.
  - 49ª Brigata Subacquea, con comando a Olen'ja guba (Gadžievo). In questa divisione sono inquadrati tutti i sottomarini atomici per operazioni speciali delle classi Paltus, Uniform e Yankee Strech.

## Truppe di terra
Il comando delle truppe costiere della Flotta del Nord è a Severomorsk. Fanno parte delle truppe costiere diverse unità, tra cui le maggiori sono il 138º Reggimento missilistico costiero (Pečenga) e la 61ª Brigata fanteria di marina "Kirkenes" (Sputnik). Quest'ultima ha servito in Cecenia nel 1995 (battaglia di Groznyj) e nel 1999. Risulta composta da circa 1200 uomini ed è equipaggiata con blindati e carri armati T-80. Altri due reggimenti (di cui uno da guerra elettronica) ed unità delle forze speciali sono basati a Poljarnyj.
- 14º Corpo d'armata[3]
  -  80ª Brigata fucilieri motorizzata artica (unità militare 34667)
  -  200ª Brigata fucilieri motorizzata delle guardie "Pečenga" (unità militare 08275)
- 61ª Brigata fanteria di marina "Kirkenes" (unità militare 38643)
- 536ª Brigata missilistica costiera (unità militare 10544)
- 63º Reggimento genio navale (unità militare 36085)
- 420º Punto ricognizione navale (unità militare 40145)
- 160º Distaccamento antisommergibile (unità militare 09619)
- 269º Distaccamento antisommergibile (unità militare 30853)
- 313º Distaccamento antisommergibile (unità militare 10742)
- 58ª Compagnia di sicurezza (unità militare 10672)
- 186º Centro guerra elettronica (unità militare 60134)
- 741º Centro comunicazioni (unità militare 40105)

## Aviazione navale

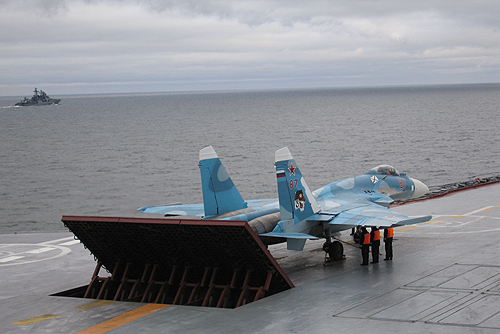
Un Sukhoi Su-33 in partenza dalla Kuznecov.

L'aviazione navale della Flotta del Nord è composta da circa un centinaio di aeromobili, tra aerei ed elicotteri. Una delle componenti fondamentali è sicuramente il gruppo aereo imbarcato sulla portaerei Admiral Kuznecov. Attualmente, questa unità è l'unica nave di questo tipo in servizio in Russia.
- 924º Reggimento da Ricognizione Indipendente dell'Aviazione Navale: con comando ad Olenegorsk, è equipaggiato con 20 Tu-22M.
- 279º Reggimento Caccia: con comando a Severomorsk-1, è imbarcato sulla Kuznetsov ed è composto da 30 Su-33 e 4 Su-25UTG.
- 830º Reggimento Elicotteri Antisommergibili: con comando a Safonovo (Severomorsk-2), può contare su 20 Ka-27, 10 Ka-29 ed alcuni Mi-8.
- 73º Squadrone Indipendente Antisommerigibile: con comando Kipelovo-Fedotovo (Vologda), è equipaggiato con 5 Tu-142.
- 403º Reggimento Indipendente: con comando a Severomorsk-3, è composto da 10 Il-38 ed aerei An-26.
- 35º Reggimento Indipendente

Occorre precisare che i Tu-142 ed i Tu-22M dovrebbero essere presto trasferiti alle competenze della 37ª Armata Aerea (aviazione strategica).

## Basi
Le basi navali della Flotta del Nord, con l'eccezione di Severodvinsk, sono concentrate nella Penisola di Kola. Il comando della Flotta è a Severomorsk.

Le basi della Flotta del Nord

### Severomorsk
Severomorsk ospita il comando amministrativo della Flotta del Nord. Vi ha sede inoltre il 7º Squadrone Operativo Atlantico, con tutti i relativi comandi subordinati. Si tratta della principale base navale russa per unità di superficie. Nella zona vi sono alcune installazioni e depositi.
- Safonovo: città rurale nella zona di Severomorsk, ospita l'impianto di riparazione SRZ-82. Questo è attrezzato per la riparazione di navi di superficie e sottomarini, atomici e non. Inoltre, qui vi è un bacino di carenaggio da 80.000 tonnellate, che è il più grande della Penisola di Kola: si tratta dell'unica struttura di questo tipo idonea per i Typhoon.
- Štjukozero: città rurale nei pressi di Severomorsk, ospita un grande deposito di missili, sia a testata convenzionale che nucleare.
- Sito 49: nei pressi di Severomorsk, è il principale deposito di stoccaggio di materiale atomico della Flotta del Nord.

### ZATO di Skalistyj
La ZATO (città chiusa) di Skalistyj comprende la città di Gadžievo e due ulteriori basi navali. Fino al 25 febbraio 1999, Gadžievo era nota come Skalistyj. Inoltre, questa base è conosciuta anche con i nomi di Jagel'naja, Murmansk-130 e Jagel'nyj. Gadžievo serve i sottomarini nucleari dal 1963. Inoltre, in questa città c'è il comando del 12º Squadrone Subacqueo.
- Base navale della baia di Olenaja: la base fu messa in funzione nel 1956 come base per sottomarini convenzionali. I sottomarini atomici arrivarono sul posto a partire dal 1963. Oggi ospita la 49ª Brigata Subacquea, con i sottomarini per operazioni speciali delle classi Paltus, Uniform e Yankee Strech. Inoltre, qui sarebbero basati gli SSBN classe Delta III e IV. Considerata la presenza di depositi di scorie nucleari, la base è frequentata da navi appoggio classe Malina.
- Base navale della baia di Sajda: Sajda è un villaggio di pescatori che venne annesso alla zona militare nel 1990. L'area è oggi utilizzata per lo stoccaggio di compartimenti e reattori di sottomarini nucleari smantellati a Severodvinsk, Nerpa e Gadžievo. Qui ci sono i comandi della 31° e della 24ª Divisione Subacquea.

### Base navale di Gremicha
Gremicha è situata vicino alla città chiusa di Ostrovnoj. Conosciuta anche come Yokanga, venne utilizzata in passato come base di appoggio per i sottomarini delle classi Alfa ed Oscar. Dal 1997 non risultano sottomarini nucleari o unità navali basate in modo permanente, e la base è utilizzata prevalentemente come deposito di scorie nucleari.

### Cantiere navale Nerpa
Questo cantiere è situato a Snežnogorsk, nella baia di Olen'ja. Le sue attività principali riguardano lo smantellamento dei sottomarini nucleari, in particolare di seconda generazione. Per svolgere questi compiti, è attrezzato con bacini di carenaggio. Sottomarini come il K-141 Kursk ed il K-19 sono stati smantellati qui.

### Poljarnyj
La città di Poljarnyj è una ZATO. La base navale risale al 1935, quando vi vennero stabiliti i comandi della Flotta del Nord. Dopo la guerra, tale comando è stato trasferito, ma sono state costruite nuove strutture. Oggi la città è un'importante base navale per unità di superficie, ed ospita tutti i comandi della Kol'skaja Flotilla, oltre a quello di una Divisione Idrografica.
- Baia di Pala: situata a Poljarnyj, serve per la riparazione dei sottomarini nucleari. Le installazioni comprendono due bacini di carenaggio galleggianti, idonei per battelli delle classi Victor, November e Sierra.
- Cantiere navale Poljarninskij: conosciuto anche con il nome di cantiere navale n. 10 Škval, si occupa della riparazione di sottomarini nucleari dalla fine degli anni cinquanta. Si tratta dell'unico cantiere dell'oblast' di Murmansk capace di servire i sottomarini della seconda e terza generazione. Non svolge operazioni di smantellamento.

### Cantiere navale Sevmorput
Il cantiere navale n. 35 Sevmorput è attivo dal 1938. Svolge attività di riparazione alle unità della Flotta. Inoltre, è in grado anche di rifornire i sottomarini nucleari.

### Vidjaevo
La base navale di Vidjaevo è composta da due installazioni distinte, situate nella baia di Ara e nella baia di Ura. Inizialmente utilizzata per sottomarini convenzionali, solo dal 1979 divenne una base per sottomarini nucleari. Attualmente ospita il comando della 7ª Divisione Subacquea.
- Base navale della baia di Ara: negli anni ottanta, la baia di Ara era una base navale di grandi dimensioni, adatta ad ospitare sottomarini atomici di ogni tipo. Oggi è una delle più scadenti basi della Flotta del Nord, ed ospita numerosi battelli in disarmo. Nella base sono presenti tre tunnel, mai completati, di 30 metri di diametro e 400 di lunghezza. Inizialmente costruiti per il ricovero dei sottomarini atomici danneggiati, si è pensato di trasformarli in depositi di scorie nucleari e reattori. Tuttavia, tutti i piani in questo senso sono bloccati per la mancanza di fondi.
- Base navale della baia di Ura: la base nella baia di Ura è utilizzata per sottomarini diesel e piccole unità di superficie.

### Zapadnaja Lica
La Base navale di Zapadnaja Lica è la più grande base navale della Flotta del Nord, ed include ben quattro installazioni militari: Baia di Andreeva, Bol'šaja Lopatka, Malaja Lopatka e Nerpič'ja. A queste occorre aggiungere la città chiusa di Zaozërsk, che è associata alla base navale.
- Zaozërsk: ospita il comando dell'11º Squadrone Subacqueo.
- Base navale di baia di Andreeva: conosciuta anche come Installazione 928-III, è il più grande deposito di scorie nucleari della Flotta del Nord. La maggior parte delle strutture risalgono agli anni sessanta, e sono ancora in uso. Le scorie sono sistemate in tre cisterne di cemento, che hanno raggiunto la loro capacità massima nel 1990. Dopo questa data, i bidoni con le scorie sono stati sistemati in depositi di fortuna o direttamente stoccati all'aperto.
- Base navale di Malaja Lopatka: l'installazione più vecchia della base, costruita nei primi anni cinquanta per il supporto ai primi sottomarini atomici. Svolge attività di riparazione.
- Base navale di Bol'šaja Lopatka: installazione più grande e moderna rispetto a Malaya Lopatka, ospita il comando dell'11ª Divisione Subacquea.
- Nerpič'ja: si tratta della più moderna installazione della zona, l'unica con un collegamento ferroviario e stradale. Inizialmente costruita per sottomarini classe Echo II, è stata poi modificata e potenziata per ospitare i Typhoon. Il complesso consiste di tre moli, due bacini di carenaggio per le riparazioni (di cui uno galleggiante) ed un piccolo deposito di scorie nucleari. Oggi ospita il comando della 18ª Divisione Subacquea.

### Severodvinsk
Severodvinsk è l'unica base navale della Flotta del Nord che non è situata nella Penisola di Kola, ma nell'oblast' di Arcangelo. In città ha sede il Centro statale russo per canteri navali atomici (sigla russa: GRTsAS), che è composto da due dei più grandi cantieri navali russi: Sevmaš e Zvezdočka. Severodvinsk è attrezzata per svolgere praticamente tutte le attività riguardanti sottomarini nucleari: progettazione, costruzione, prove, revisione e smantellamento. Nella città hanno sede alcune brigate navali.
- Sevmashpredpriyatiye: cantiere navale meglio conosciuto come Sevmaš o cantiere navale 402, ha costruito oltre 120 sottomarini, tra cui tutti gli SSBN della Flotta del Nord. Attualmente, vi sono alcuni sottomarini in costruzione. Si occupa anche di “mezzi” per uso civile, come piattaforme petrolifere e navi commerciali.
- Zvezdočka: conosciuto anche come Impianto di riparazione navale 893, è il più piccolo dei due cantieri. Venne inaugurato nel 1954, ed ha sempre svolto attività di riparazione e revisione di navi (di superficie e sottomarini). Si occupa anche di smantellamento di sottomarini atomici.

## Comandanti
- Ufficiale di bandiera di 1º classe Konstantin Dušenov (maggio 1937 - maggio 1938)
- Contrammiraglio Valentin Drozd (maggio 1938 - luglio 1940)
- Ammiraglio Arsenij Golovko (luglio 1940 - agosto 1946)
- Ammiraglio Vasilij Platonov (agosto 1946 - aprile 1952)
- Ammiraglio Andrej Čabanenko (aprile 1952 - febbraio 1962)
- Ammiraglio Vladimir Kasatonov (febbraio 1962 - giugno 1964)
- Ammiraglio della flotta Semën Lobov (giugno 1964 - maggio 1972)
- Ammiraglio della flotta Georgij Egorov (maggio 1972 - luglio 1977)
- Ammiraglio Vladimir Černavin (luglio 1977 - dicembre 1981)
- Ammiraglio Arkadij Michajlovskij (dicembre 1981 - febbraio 1985)
- Ammiraglio Ivan Kapitanec (febbraio 1985 - marzo 1988)
- Ammiraglio Feliks Gromov (marzo 1988 - marzo 1992)
- Ammiraglio Oleg Erofeev marzo 1992 - gennaio 1999)
- Ammiraglio Vjačeslav Popov (gennaio 1999 - dicembre 2001)
- Ammiraglio Gennadij Sučkov (dicembre 2001 - sospeso l'11.09.2003, destituito dal 29.05.2004)
- Vice ammiraglio Sergej Simonenko (settembre 2003 - maggio 2004) ad interim
- Ammiraglio Michail Abramov (maggio 2004 - settembre 2005)
- Ammiraglio Vladimir Vysockij (settembre 2005 - settembre 2007)
- Ammiraglio Nikolaj Maksimov (facente funzione dal 12.09.2007, comandante dal 20.11.2007 al 30.03.2011) ad interim
- Contrammiraglio Andrej Voložinskij (marzo - giugno 2011) ad interim
- Ammiraglio Vladimir Korolëv (giugno 2011 - novembre 2015)
- Ammiraglio Nikolaj Evmenov (Comandante ad interim dall'11.2015, Comandante dal 05.04.2016 al 03.05.2019) ad interim
- Ammiraglio Aleksandr Moiseev (maggio 2019 - marzo 2024)
- Vice ammiraglio Konstantin Kabancov (in carica dal 10.03.2024 comandante dal 2 aprile 2024)